# Strawberry Jam
Strawberry Jam är ett studioalbum av den experimentella musikgruppen Animal Collective. Albumet släpptes 10 september 2007 på Domino Records. Det är gruppens första album att släppas på Domino.
Josh Dibb (Deakin) deltog vid inspelningarna av albumet men tog därefter en paus från gruppen.

## Låtlista
1. "Peacebone" – 5:13
2. "Unsolved Mysteries" – 4:25
3. "Chores" – 4:30
4. "For Reverend Green" – 6:34
5. "Fireworks" – 6:50
6. "#1" – 4:32
7. "Winter Wonder Land" – 2:44
8. "Cuckoo Cuckoo" – 5:42
9. "Derek" – 3:01